# Копривщенци
Копривщенци (единствено число: копривщенец, копривщенка, копривщенче) са жителите на град Копривщица, България. Аврадалии (на турски: Avradale) от старото име на Копривщица – Авреталан.

## Родени в Копривщица
А – Б – В – Г – Д —
Е – Ж – З – И – Й —
К – Л – М – Н – О —
П – Р – С – Т – У —
Ф – Х – Ц – Ч – Ш —
Щ – Ю – Я

### А
- Антон Иванов (1884 – 1942) – комунист и революционер
- Атанас Сиреков (1898 – 1939) – бивш кмет на Бургас
- Атанас Христов (1879 – неизв.) – български офицер, генерал-майор

### Б
- Бобе Доросиев (18 февруари 1942 – ) – треньор на националния отбор по класическа борба
- Брайко Хаджилуков (1880 – 1925) – деец на БРСДП (т.с.)

### В
- Вълко Моравенов (неизв.) – ктитор на храма „Св. Никола“
- Вълко Чалъков (1765 – 1841) – ктитор на Рилския манастир

### Г
- Георги Бенковски (1843 – 1876) – революционер
- Георги Тиханек (1845 – 1915) – революционер

### Д
- Дончо Ватах (началото на 19 в. – ок. 1860) – хайдушки войвода

- Драгоя Татарлиев (1924 – 1995) – дългогодишен кмет и почетен граждани на Копривщица
- Димитър Кацаров (1866 – 1958) – генерал-майор от артилерията
- Димо Пиринджиев (1886 – 1941) – български комунистически деец
- Доротей Скопски (1830 – 1875) – врачански и скопски митрополит

### И
- Иван Врачев (1921 – 1994) – партизанин, политик от БКП
- Иван Делчев (1879 – неизв.) – български офицер, генерал-майор
- Иван Ерчев – поп Ерчо (неизв. – 1880) – поборник от Априлското въстание и духовен водач на града
- Иван Кесяков (1871 – 1965) – български лекар дарител
- Иван Кривиралчев (1928 – 1944) – гимназист, партизански ятак
- Иван Пеев (1864 – 1942) – политик и просветен деец
- Иван Раков (1883 – неизв.) – български революционер от ВМОРО
- Илия Раев (1864 – неизв.) – български офицер, генерал-майор

### К
- Константин Доганов (1841 – 1900) – национл революционер, политик, кмет на Русе
- Костадин Лютов (1927 – 1987) – юрист

### М
- Михаил Иванов (1860 – 1947) – български офицер, генерал-майор
- Михаил Маджаров (1784 – 1869) – свещеник
- Михаил Маджаров (1854 – 1944) – политик
- Михаил Цицелков (1904 – 1924) – анархист и революционер

### Н
- Нестор Абаджиев (1851 – 1931) – търговец и политик
- Никола Белчов (1833 – 1876) – поп, един от организаторите на Априлското въстание
- Найден Боримечков (1929 – 2000) – офицер, генерал-майор
- Недко Каблешков (1867 – 1964) – общественик и политик, почетен граждани на Копривщица
- Ненчо Палавеев (1859 – 1936) – благодетел
- Нешо Тумангелов (1898 – 1941) – анархист и революционер
- Никола Чипев (неизв.) – православен духовник, книжар, деец в Македония и Тракия на ВМОРО.

### П
- Павел Груев (1879 – 1945) – юрист
- Петко Доганов (1802 – 1852) – ктитор
- Пенчо Калканов – Видин (1883 – 1926) – анархист и революционер
- Петко Каравелов (1843 – 1903) – политик, министър-председател
- Петко Попстоянов (1848 – 1925) – български офицер, полковник и опълченец

### Р
- Рашко Моровенов – ктитор на храма „Св. Никола“

### С
- Станю Топалов (1864 – неизв.) – български офицер, генерал-майор
- Стефан Д. Векилов (неизв.) – български революционер от ВМОРО, четник на Кръстьо Българията на два пъти[2]
- Стоян Тороманов (1865 – неизв.) – български офицер, полковник
- Стоян Чомаков (1819 – 1893) – политик

### Т
- Тодор Главчев (1894 – неизв.) – български офицер, полковник
- Тодор Каблешков (1851 – 1876) – революционер
- Тодор Мирчов (неизв. – 1859) – благодетел
- Тодор Карапетков (1853 – 1922) участник в Априлското въстание, благодетел

### Ф
- Филип Кривиралчев (1932 – 2019) – треньор на националния отбор по класическа борба, почетен гражданин на Копривщица

### Х
- Христо Догана (1765 – 1839) – благодетел[3]
- Хр. Петров (неизв.) – български революционер от ВМОРО, четник на Иван Наумов Алябака[4]

### Ц
- Цанко Бозов (1866 – неизв.) – български офицер, полковник
- Цоко Будин (1830 – 1876) – революционер

## Свързани с града
А – Б – В – Г – Д —
Е – Ж – З – И – Й —
К – Л – М – Н – О —
П – Р – С – Т – У —
Ф – Х – Ц – Ч – Ш —
Щ – Ю – Я

### А
- Аврелиан (неизв. – 29 декември 1877) – руски унтер-офицер, казак, загинал за освобождението на Копривщица.

### Д
- Дмитрий Комаровски (1837 – 1901) – руски офицер, полковник, неговият отряд през 1877 г. освобождава града.[5]

### Е
- Емили Странгфорд (1826 – 1887) – английска общественичка, пътешественичка, филантроп и радетелка за България по времето на Априлското въстание и след Освобождението

### Ж
- Живко Сталев (1912 – 2008) – юрист, живее в града, почетен граждани на Копривщица

### Н
- Никола Караджов (1841 – 1876) – един от организаторите в Копривщица на Априлското въстание, пренесъл Кървавото писмо в Клисура

### П
- Петко Стайнов (1890 – 1972) – академик

### Т
- Тодор Душанцалията (1844 – 1876) – един от организаторите в Копривщица на Априлското въстание

## Деятели на културата, родени в града
А – Б – В – Г – Д —
Е – Ж – З – И – Й —
К – Л – М – Н – О —
П – Р – С – Т – У —
Ф – Х – Ц – Ч – Ш —
Щ – Ю – Я

### А
- Александър Божинов (1926 – 2003) – журналист и художник
- Андон Геров (1904 – 2000) – професор по животновъдство, почетен гражданин на Стара Загора
- Александър Груев (1849 – 1905) – революционер, учител и читалищен деятел
- Атанас Душков (1909 – 2000) – детски писател, почетен гражданин на Копривщица (посмъртно), почетен гражданин на София
- Анна Михайлова Карапеткова-Венкова (2 април 1913 – 16 август 2007) – учителка, родолюбка, внучка на Тодор Карапетков.

### Б
- Борис Старирадев (1907 – 1963) – психиатър

### В
- Веселин Груев (1833 – 1868) – учител
- Вельо Дебелянов (1892 – 1973) – архитект
- Велика Душкова (1896 – 1967) – учител, туристически деятел
- Вельо Мандулов (1866 – 1957) – народен учител
- Виргиния Косева – Матеева – (1939 – 2024) – учител, режисьор, почетен гражданин на Копривщица
- Владимир Хиндалов – (1883 – 1934) – български учител, библиотекар, ориенталист, османист и тюрколог, преподавател във Военното училище
- Васил Юруков (1921 – 2001) – учител, диригент

### Г
- Генчо Белчев (1826 – 1892) – учител и поборник
- Георги Гайтанеков (1938 – 2016) – актьор, почетен гражданин на Копривщица
- Георги Груев (1832 – 1899) – просветен деец
- Геро Добрович – Мушек (1770 – 1854) – народен учител и църковен протопсалт
- Гаврил (неизв.) – архимандрит, свещеник и просветител, калугер в Рилският манастир
- Гаврил Кацаров (1874 – 1958) – историк и класически филолог
- Гавраил Скоклеков (1899 – 1988) – учител
- Георги Орешков (1864 – неизв.) – есперантист
- Георги Раджев (неизв.) – народен певец и цигулар, живял в годините около Освобождението

### Д
- Дамян Брайков (1894 – 1970) – учител по музика, диригент и композитор, почетен гражданин на Копривщица (посмъртно)
- Димитър Босилков (неизв.) – просветен деец
- Душко Матеев Геров (1 юни 1947 –) – краевед по землеописание, Общинска служба по земеделие
- Димчо Дебелянов (1887 – 1916) – поет
- Драгия Делиделвов (1863 – 1928) – учител
- Дойчо Карагьозов (1906 – 2002) – народен лечител
- Дончо Плачков (1835 – 1876) – учител и свещеник, посечен от турците
- Дойчо Толинов (1919 – 2012) – народен певец
- Драгия Тумангелов (1886 – 1961) – композитор, хоров диригент

### Е
- Евлампия Векилова (1834 – 1908) – учител, революционер
- Екатерина Кесякова (1854 – 1922) – дарител
- Евтимий Сапунджиев (1887 – 1943) – архимандрит, богослов и професор

### И
- Иван Говедаров (1850 – 1927) – издател и книжар
- Иван Джартазанов (1875 – 1942) – учител, председател на първото в България Дружество за залесяване
- Илия Касъров – общественик, деец по възраждането на българщината в град Сяр
- Илия Каблешков (1797 – 1858) – просветител, основател на първото училище в Бяла черква
- Иван Косев (1933 – 2014) – учител, диригент
- Иван Личев (1845 – 1907) – дарил къщата си за Безплатна ученическа трапезария „Велика и Иван Личеви“
- Иван Найденов (1907 – 1985) – учител, художник и читалищен деятел
- Ивана Хаджигерова (1817 – неизв.) – учител
- Иван Чорапчиев (1846 – неизв.) – учител
- Искра Шипева (1958 – 2017) – музеен и читалищен деятел, почетен гражданин на Копривщица (посмъртно)

### Й
- Йоаким Груев (1828 – 1912) – просветен деец

### К
- Константин Босилков (1842 – 1919) – учител
- Константин Геров (1829 – 1863) – учител
- Койка Доганова (1863 – 1936) – хроникьор на Априлското въстание
- Кирил Палавеев (1965 – ) – български пулмулог, почетен гражданин на Копривщица

### Л
- Лука Доросиев (1865 – 1932) – дарител, учител, просветен деец и книжовник
- Лука Ослеков (1868 – 1946) – учител и историограф на Копривщица

### М
- Мария Дебелянова-Григорова (1881 – 1968) – сестра и биограф на Димчо Дебелянов
- Мария Кесякова (1875 – 1959) – учителка и дарителка
- Мариус Петков Теофилов (1952 – 1993) – преподавател в Шуменски университет
- Михаил Маджаров (1784 – 1869) – свещеник и просветител, дядо на Михаил Маджаров

### Н
- Нейко Азманов (1877 – 1974) – учител и лесовъд
- Никола Беловеждов (1856 – 1930) – поборник и историограф
- Нончо Воденичаров (1955 – 2009) – поп-певец, актьор, каскадьор, кмет на Раднево, почетен гражданин на Копривщица
- Найден Геров (1823 – 1900) – писател
- Никола Доганов (1843 – неизв.) – читалищен деятел
- Нона Каблешкова (1842 – 1918) – работила е като учителка в Македония, радетелка за развиването на българското девическо образование.
- Недельо Меслеков (1934 – 2002) – учител, режисьор
- Неделчо Орешков (1845 – 1909) – учител
- Найден Попстоянов (1830 – 1876) – революционер, хилядник на въстаниците, народен учител, съосновател на читалището
- Нешо Попбрайков (1840 – 1927) – учител, поборник и църковен протопсалт

### П
- Петко Будинов (1895 – 1947) – краевед и музеен уредник
- Петко Сиреков (1866 – 1935) – български учител
- Петър Жилков (1840 – 1909) – учител и поборник
- Петко Теофилов (1919 – 1971) – радетел на музейното и туристическото дело, писател, почетен гражданин на Копривщица (посмъртно)

### Р
- Рада Киркович (1848 – 1941) – учител
- Райна Косева (1903 – 1986) – учител, народен лечител, актьор, туристически деятел
- Рашко Маджаров (1874 – 1943) – залесител, туристически деятел, политик и министър
- Рашко Хаджистойчев (1836 – 1901) – лекар на копривщенските въстаници
- Рашко Чорапчиев (1837 – 1893) – лекар и революционер

### С
- Спас Иванов (1837 – 1879) – лекар, четник в Първа българска легия, участник в Априлското въстание
- Стоян Каблешков (1868 – 1953) – просветен деец и революционер, деец на ВМОРО
- Стойчо Каравелов (1865 – 1916) – инженер-металург
- Светлана Мухова (1971 – ) – историк, музеен уредник

### Т
- Теофил Теофилов (1944 – 2008) – архитект, кмет на Велико Търново
- Тодор Чипев (1867 – 1944) – книгоиздател

### Х
- Христо Енчев (ок. 1813 – 1893) – иконописец
- Христо Кесяков (1868 – 1934) – военен лекар, кмет на Копривщица и Пловдив
- Христо Попмарков (1819 – 1879) – учител и читалищен деятел в Свиленград, пръв кмет на Копривщица
- Христо Пулеков (1817 – 1889) – учител, преводач и историограф, композитор и църковен псалт
- Христо Пухов (1891 – 1954) – кинооператор, музикант и читалищен деятел

## Деятели на културата, свързани с града
А – Б – В – Г – Д —
Е – Ж – З – И – Й —
К – Л – М – Н – О —
П – Р – С – Т – У —
Ф – Х – Ц – Ч – Ш —
Щ – Ю – Я

### А
- Анна Каменова (1894 – 1982) – писател и преводач

### В
- Веселин Андреев (1918 – 1991) – поет
- Варчо Варчев (1922 – 2005) – художник, живее и твори в града
- Васил Василев д.м.н (1928 – 2020) – професор, ректор на Медицински университет (София), живее в града

### Д
- Добрин Иванов (Бинчо) (1931 – 2020) – диригент, почетен гражданин на Копривщица
- Дойчо Иванов (1954 – ) – музеен и туристически деятел, живее и работи в града
- Данаил Кусев (1889 – 1978) – лесовъд, работил и починал в града
- Димитър Пиронков (1940 –) – учител, музеен деятел, почетен гражданин на Копривщица
- Джоко Радивоевич (1927 – 2001) – скулптор, живее и твори в града
- Димитър Тасков (1960 – ) – лекар, очен хирург, почетен гражданин на Търговище и Пловдив, живее в града
- Джон Чарлз Уилтшир-Бътлър (1975 – ) – австралийски музикант с копривщенски корен

### Е
- Етиен Леви (1957 – ) – музикант, живял в града
- Екатерина Ослекова (1944 – 2024) – лекар, народен лечител, художник и поет, църковен настоятел и заслужил гражданин на Софийска област за 2018 г.[6]
- Елена Сертова (1926 – 2017) – архитект, живее и твори в града

### Ж
- Жоржета Ножарова (1904 – 1991) – учител, диригент, живяла в града
- Желязко Петков (1923 – 2000) – анархист и революционер, журналист от в. „Свободна мисъл“, дърворезбар, живее и твори в града

### З
- Захарий Круша (1808 – 1881) – просветител

### И
- Иванка Дерменджийска-Горинова (1890 – 1968) – учителка, любима на Димчо Дебелянов
- Иван Лазаров (1889 – 1952) – скулптор, академик

### М
- Михаил Герджиков (1887 – 1947) – български общественик, анархист и революционер, журналист
- Марин Механджиев (1927 – 2005) – химик, почетен гражданин на Копривщица

### Л
- Лука Говедаров (1890 – 1950) – български журналист

### Н
- Николай Дюлгеров (бате Ники) (1944 – 2013) – съосновател на „Анонимни алкохолици“ – България, внук на копривщенския поборник от 1876 г. Рашко Дюлгеров (†1967), живял в града
- Неофит Рилски (1793 – 1881) – учител в града
- Николай Цанков (1942 – ), д.м.н – професор, полярен изследовател, живее в града

### П
- Петър Петров (1939 – 2012) – професор, актьор, живее в града

### Р
- Радко Дишлиев (1951 – 2009) – актьор, живее в града
- Райна Кацарова – Кукудова (1901 – 1984) – професор фолклорист, почетен гражданин на Копривщица (посмъртно)
- Райна Каблешкова (1948 – 2021) – историк, музеен деятел, писател – историограф на града, почетен гражданин на Копривщица

### С
- Симеон Венков (1943 – ) – професор, преподавател в Музикална академия, живее и твори в града
- Славимир Генчев (1953 – 2020) – поет, писател, журналист и музеен деятел в града

### Т
- Тошко Живков (1940 – 2022) – лекар, народен лечител работил в града
- Теодора Теофилова (1974 –) – еколог

### У
- Уста Гавраил (неизв.) – архитектон и устбашия на дюлгерския еснаф в града

### Х
- Христо Г. Данов (1828 – 1911) – учител и книжовник
- Христо Колев Йорданов – Големия (1911 – 1995) – анархист, революционер, журналист, живее в града
- Христо Спасунин (1923 – 2010) – писател и планинар, живее и твори в града

### Ц
- Цоньо Неделкин (1930 – 2021) – народен учител, поет и писател, почетен гражданин на Копривщица

## Копривщенци, участници в Априлското въстание
Кратък и непълен списък с имената на граждани на град Копривщица взели участие в Априлското въстание от 1876 година.
На 29 декември 1877 г. отрядът на полковник Дмитрий Комаровски освобождава Копривщица.
| Атанас Бучков                              | общественик, уста-башия на еснафа в Копривщица и въстаник от 1876 г. Подарил всичката си стока от платове и дрехи за обличане на въстаниците. Затварян и изтезаван от турците. |
| Брайко Енев                                | стотник на въстаниците, убит от турците след Априлското въстание 1876 г. |
| Вельо Атанасов Сейреков (Сиреков)          | роден около 1842 г. в семейството на Атанас и Невена Сирекови. По професия дърводелец, грамотен, починал на 1 декември 1912 г. в Пловдив. |
| Вельо Николов Бояджиев                     | роден около 1850 г. в семейството на Никола Кр. Бояджиев и Куна Цанчова. По професия търговец, бояджия, грамотен, починал на 1 декември 1915 г. в Копривщица. |
| Гаврил Нончов Татарлиев                    | роден около 1848 г. в семейството на Нончо Татарлиев и Теодора Стойкова. По професия дребен търговец, грамотен, починал след 1914 г. в Копривщица. |
| Гавраил Хаджитодоров Ганчов                | роден около 1841 г. в семейството на х. Тодор Ганчов и Мария Хаджинейкова. По професия производител на кашкавал, грамотен, починал на 3 декември 1914 г. в Копривщица. |
| Галактион Искров Кесяков                   | роден около 1835 г., хаджия, роден в семейството на Искро Кесяков и Лула Хаджигруева, търговец, грамотен, починал след 1914 г. в Копривщица. |
| Гаврил Груев Хлътов                        | роден през 40-те години на XIX в. в семейството на Грую и Нона Хлътови. По професия революционер, грамотен, убит на 12 май 1876 г. в Тетевенския балкан. |
| Георги Дойчов Шулев                        | роден през 1840 г ., починал в 1879 г. в Александрия, член на Военния съвет по време на въстанието, осъден на 7 години затвор в крепостта на град Синап – Османска империя. |
| Георги Костов                              | роден около 1851 г. по професия кръчмар, грамотен, живял в Кнежа, починал след 1911 г. |
| Георги Николов Каменаров                   | роден около 1844 г. в семейството на Никола Каменаров и Тана Янтахова. По професия кръчмар, грамотен, починал на 4 декември 1914 г. в Копривщица. |
| Георги Салчев                              | пренася Кървавото писмо до панагюрския комитет и Георги Бенковски когато е 19-годишен, и изминава 5-часовия път от Копривщица до Панагюрище само за 2 часа. Точно преди Панагюрище, конят му издъхва от натоварването.                                                                                 |
| Георги Нешов Тиханек                       | роден през 1845, началник на комитетската стража, дал първия изстрел във въстанието, починал през 1915 в Копривщица. Състав на бойният отряд на Георги Тиханов дал първия изстрел по поробителя: Велю Серекътъ, Георги Каменарчето, Велю Мирчовъ, Неделю Н. Тиханекъ, Иванъ Фурнаджията, Илия Нанчовъ. |
| Георги Тосунов                             | по време на на въстанието арестуван и затворен в подземието на църквата Св. Николай, където оставя паметен надпис, написан с въглен. Търговец в Абисиния. |
| Генчо Костов Белчев                        | роден на 1 декември 1826 г., учител, след Освобождението се ръкополага за свещеник, почива на 17 юли 1892 г. в Копривщица. |
| Грую Кунчов Старибратов                    | роден около 1849 г. в семейството на Кунчо Старибратов и Цона Кунчова. Заможен, грамотен, починал на 29 януари 1928 г. в Пловдив. |
| Делчо Найденов Бурнусузов                  | роден около 1839 г., син на Найден Ненчов Бурнусузов, също участник във въстанието, майстори на черешови топчета. Делчо е починал след 1924 г. |
| Дончо Дойчов Плачков                       | роден през 1835 свещеник, посечен през 1876 г. от турците, изпратен в края на въстанието от копривщенските първенци при турската войска със златни дарове и молба да пощадят града. |
| Парашкева (Евлампия) Стоева Векилова       | родена през 1834 г., монахиня, по професия учителка във Враца, Русе, Силистра и Пловдив, ушила знамето на копривщенските въстаници, починала в Пловдив през 1908 г. |
| Иван Генов Муховски – Фурнаджи             | роден през 40-те години на XIX в., починал преди май 1896 г. |
| Иван Ерчев                                 | свещеник, баща на Костадин Попиванов Ерчев, също въстаник. |
| Иван Стоянов Янтахов                       | роден около 1854 г. в семейството на Стоян Алексов Янтахов и Стойка Стоянова. По професия скотовъдец, грамотен, починал на 14 декември 1913 г. в Копривщица. |
| Илия В. Мангъров                           | роден през 40-те години на XIX в., живял и починал в Добрич на 29 май 1899 г. |
| Илия Георгиев (Георгьов) Бабанаков         | роден около 1850 – 1856 г. По професия говедар, неграмотен, починал на след 1911 г. в Копривщица. |
| Илия Кацаров                               | свещеник. |
| Йове (Иван) Петков Стефлеков               | по професия кръчмар и ахчия (гостилничар), грамотен, починал след 1905 г. в Русе. |
| Костадин Попиванов Ерчев                   | роден около 1851 г. в семейството на поп Иван Ерчев и Велика Стаева Сиврева. По професия мелничар, грамотен, починал след 1914 г. в Копривщица. |
| Костадин (Константин) Николов Юруков       | роден през 40-те години на XIX в., след Освобождението полицейски стражар, починал преди 1896 г. в Копривщица. |
| Лала Тодорова Главчова                     | родена през 40-те – 50-те години на XIX в., След Освобождението живяла и починала в Пловдив след 1908 г. |
| Любен Стойчев Каравелов                    | роден през 1834, починал на 21 януари 1879, председател на БРЦК. По професия писател и журналист, починал на 21 януари 1879 г. в Русе. |
| Лука Атанасов Гьотлиев                     | заловен в Стара планина, осъден и заточен в Сен Жан д’Акр, Мала Азия. |
| Лука Брайков Шушулов                       | роден около 1854 г., по професия кръчмар, заможен, грамотен, починал след 1908 г. в Пловдив. |
| Лулчо Славов Шоторов                       | роден около 1842 г., по професия търговец, заможен, починал след 1899 г. в София. |
| Матей (Матея) Нешов Кривиралчев            | роден около 40-те години години на XIX в., починал през 1905 г. в Копривщица. |
| Михаил Вельов Купчийски                    | роден около 1843 г. неграмотен, починал след 1912 г. в София. |
| Найден Ненчов Бурнусузов                   | роден в първата четвърт на XIX в. По професия дърводелец, починал през 1897 г. в Копривщица. |
| Найден Панчов Въжаров                      | роден около 1854 г., По професия шивач, починал след 1902 г. в Копривщица. |
| Найден Попстоянов (Попов)                  | роден през 30-те години на XIX в. По професия учител, делегат на събранието в Оборище. Хилядник на копривщенските въстаници, загинал през 1876 г. в Търновския затвор. |
| Нешо Попбрайков                            | роден около 1840 г., историограф на града, починал около 1927 г. в София. |
| Никола Геров Белчов                        | роден около 1833 г. Ръкоположен е за свещеник. През 1876 г. е обесен в Пловдив. |
| Никола Караджов                            | пренася екземпляр от Кървавото писмо в Клисура. |
| Недялко (Неделчо) Нешов Тиханов (Тиханек)  | роден в семейството на Нешо Тиханов и Лала Т. Арджавелова, грамотен, след Освобождението работи като разсилен (чистач), починал на 4 декември 1913 г. в Копривщица. |
| Ненчо Искров Налбантов (Налбатина)         | роден около 40-те – 50-те години на XIX в., живял в Старо ново село и Карлово, починал преди 1896 г. в Карлово. |
| Ненчо Николов Ослеков                      | роден 1821 г. По професия абаджия и търговец, грамотен, обесен през 1876 г. в Пловдив. |
| Никола Вельов (Вълов)                      | роден през първата половина на XIX в., общински съветник по време на въстанието, починал преди 1896 г. в Копривщица. |
| Никола Георгиев Гайтанеков                 | роден около 1843 г. След въстанието е общински кантонер, починал на 4 декември 1901 г. в Копривщица. |
| Никола Илиев Беловеждов                    | роден на 25 октомври 1856 г. По професия учител, починал на 4 ноември 1930 г. в София. |
| Панчо (Павел, Патьо) Нягулов Млъчков       | роден около 1837 – 1839 г. По професия заможен търговец, грамотен, починал на 26 ноември 1911 г. в София. |
| Пейо (Пею) Кръстев Бояджиев                | роден през първата половина на XIX в., убит на 2 август 1876 г. в Пловдив. |
| Петко Тодоров Бояджиев                     | роден през 1840 г., по професия кундурджия (обущар), грамотен, почнал през 1901 г. |
| Петър Михалев Жилков                       | роден през 1845 г. По професия учител, починал през 1909 г. в Копривщица. |
| Петко Николов Разлошков (Разложков)        | роден около 1835 г. По професия пандурин (въоръжен пазач), кираджия (каруцар), грамотен, починал след 1908 г. в Копривщица. |
| Рашко Нешов Нончев                         | роден около 1838 г. в семейството на Нешо и Тодора Нончеви, малоимотен, грамотен, починал на 12 август 1921 г. в Копривщица. |
| Рашко Панчов Радомиров                     | роден на 2 февруари 1853 г. По професия абаджия, грамотен, починал на 31 май 1904 г. в Копривщица. |
| Рашко Хаджистойчев                         | в неговата къща заседава революционния комитет при взимане решението за обявяване на въстанието. |
| Рашко Петров Чорапчиев                     | роден в 1837 г., лекар, грамотен, починал през 1893 г. |
| Спас Иванов Абрашев                        | (1837 – 1879) – лекар, четник в Първа българска легия, участник в Априлското въстание |
| Стефан Стоянов                             | свещеник, баща на Найден и Петко Попстоянови, загинал през 1876 г. |
| Станьо (Стефан) Божилов Дюлгеров           | роден през 1853 г. (1839), грамотен, След Освобождението живее в Пловдив, умира във Варна след 1931 г. |
| Танчо (Атанас) Вельов Шабанов              | роден през 1845 г. По професия е чехлар, грамотен, след Освобождението издава спомените си, починал на 13 септември 1918 г. в Копривщица. |
| Тодор Бучков                               | свещеник. |
| Тодор Искров (Искрюв) Тодоров (Налбатинът) | роден около 1843 – 1844 г. в семейството на Искрю Т. Тодоров и Неда Искрюва, налбатин, грамотен, починал на 16 януари 1926 г. в Карлово. |
| Тодор Лулчов Ка̀блешков                     | роден на 13 януари 1851 г. в семейството на Лулчо Дончов Каблешков и Стойка Каблешкова с втора майка Пена, железничар, грамотен, основен организатор на въстанието, убит на 16 юни 1876 г. в Габрово.                                                                                                  |
| Тодор Малеев                               | въстаник, обесен в София през 1876 г. |
| Тодор Лулчов Моравенов (Моровенов)         | роден около 40-те години на XIX в. Починал след 1894 г. в Копривщица. |
| Тодор (Теодор) Москов Тумангелов           | роден през 1853 г. в семейството на Моско Нягулов Тумангелов и Дона Хаджитодорова Тороманова. По професия касапин, грамотен, починал на 27 юли 1935 г. в Копривщица. Участник е и в Българското опълчение.                                                                                             |
| Тодор (Теодор) Петров Козинаров            | роден около 40-те години XIX в. виден търговец, починал преди ноември 1893 г. в Копривщица. |
| Тодор Рашков Карамосков                    | роден около 1827 г., починал на 5 октомври 1898 г. в Копривщица. |
| Цанчо Найденов Клисаров                    | роден на 15 март 1845 г. в семейството на Найден Клисаров и Парашкева Найденова, малоимотен, грамотен, починал след 1909 г. |
| Цоко И. Будин                              | роден през 1830 г. По време на Априлското въстание е командир на чета от 250 души. Грамотен. С още 63 въстаници е откаран в Пловдив, където е затворен в Панаир хан и осъден на смърт чрез обесване.                                                                                                   |
| Цоко Петков Сапунджиев                     | роден около 1858 г. грамотен, след Освобождението работи като просбописец, починал на 24 април 1917 г. в Оряхово. |

## Войводи и четници от Копривщица
Войводи и четници копривщенци хайдутували (на някои места се употребява изразът: върлували, подвизавали се) в народоосвободителните войни на българското население против Османската империя преди и след Освобождението. Из Средна гора водят дружини Ангел, Матея Лудов, Добри Кескинеков и други.
| Ангел войвода                                               | (неизв.) – роден е в село Белица. Пада убит под връх Харамлиец. |
| Богдан войвода                                              | (между 1765 и 1770 – 1809) – подвизава се с дружината си из копривщенското Средногорие. Защитник на населението срещу изстъпленията по това време. На него е кръстен връх Богдан. |
| Богдан войвода                                              | (неизв.) – родом от Копривщица, бранил селото от кърджалийските погроми с малка чета. |
| Бойко Нешов                                                 | (1844 – 1920) – четник в Първата българска легия на Раковски и в четата на Панайот Хитов, заместник-кмет на София и дарител на Червения кръст. |
| Бойко Стоянов Толинов                                       | (1852 – 1876) – участник в четата на Христо Ботев и доброволец в Сръбско-Турската война |
| Бойко Нешов Тончев (Ганчев)                                 | (неизв. – около 1920) – участник в четата на Панайот Хитов, починал в София. |
| Детелин войвода                                             | (неизв.) – причината да стане бунтовник е, че турски бей му откраднал хубавата годеница. Отмъщавал заедно с другаря му Дончо Ватаха, но Детелин бил хванат и убит в Пловдив. На неговото име са наречени големите скали под връх Богдан – „Детелинова грамада“. |
| Добри войвода                                               | (1820 – 1870) – бил е в четата на Ангел войвода, после байрактар на Лефтер войвода. Към 1868 – 1870 г. върлува в западната част на Казанлъшко. През 1870 г. Добри войвода устройва засада на богат казанлъшки търговец, при която е убит. |
| Добра войвода                                               | (неизв.) – войводка от Копривщица. |
| Дончо войвода – Ватаха                                      | (началото на 19 в. – ок. 1860) – легендарният български бунтовник събира дружина от отбор юнаци и продължава делото. Брани той населението около 12 години. Лятно време се движил из Средногорието, а зимно – из Одринският вилает. Бил е голям юнак и боец, не се страхувал да влиза в бой и с редовна турска войска. В едно сражение, от 200 низами, останали живи само 60 и от тогава аскера започнал да говори, че Дончо войвода куршум не го лови и сабя – го не сече. Обирал той златото на богаташите и го раздавал на бедните българи, чичо е на революционера Тодор Каблешков. Водил е жена, сестра на бащата на революционера. |
| Драгой войвода                                              | (неизв. – 1862) – закрилник на овчарите от Копривщица, действа в Панагюрище и околните селища. Убежище му е усойната гора на връх „Климаш“ и местността „Златьовица“. |
| Димитър Стоев Векилов                                       | (1856 – 1890) – четник в четата на Христо Ботев и участник в Българското опълчение. Брат е на Евлампия Векилова. |
| Иван Раков                                                  | (неизв.) – български революционер от ВМОРО, четник на Иван Наумов Алябака |
| Кунчо стар хайдутин                                         | (неизв.) – роден в Копривщица или Карлово, върлувал из Средна гора и Стара планина. Нападнал някой си Назъра, спасил от погански ръце сестра си и отмъстил за смъртта на сина си. |
| Мангър войвода                                              | (неизв.) – движил се с малка дружинка из Копривщенско, защитник на населението. |
| Матея Лудов                                                 | (около 1800 – неизв.) – комита в Средна гора и Стара планина, Одринско и Беломорието. Заловен от турците около 1843 г. бил осъден на вечни окови и хвърлен в Пловдивския затвор. При пренасяне на греди за поправка на мост над река Марица, където е познат от съгражданина си чорбаджи Стоян Чалъков и по негова молба отправена към пловдивския мютесарифин е помилван и освободен. След това дирите му се губят. |
| Михаил Герджиков войвода                                    | (1887 – 1947) – ратник за свобода на останалите поробени братя след освободителната война. Движи се с четата си главно из Одринско, Тракия и Македония. През голямото Одринско въстание, едва 27 годишен, той командва 20 000 въстаници. В Балканската война 1912 – 1913 година участва с голяма самостоятелна чета и подпомага твърде много действията на българската армия. Само за бойни отличия е произведен в чин капитан от армията и награден е с ордени. |
| Найден Василев, Недялко Григоров, Спас Ненов и Филип Петров | четници в Четата на Хаджи Димитър и Стефан Караджа. |
| Петко Янтахта                                               | (неизв.) – байрактар на Дончо войвода |
| Ралчо войвода (мустакатият)                                 | (неизв.) – движил се е из Средногорието и Пловдивското поле. |
| Стефан Д. Векилов                                           | (неизв.) – български революционер от ВМОРО, четник на Кръстьо Българията на два пъти |
| Сава (Спас) Иванов Абрашев                                  | (1837 – 1879) – лекар, участник в Априлското въстание. Член е на Привременното българско началство в Първата българска легия в Белград. |
| Стоян войвода                                               | (неизв.) – за него се знае от една местна песен. |
| Стоян Георгиев                                              | (неизв.) – манастирски овчар в Рилския манастир, става хайдутин и застрелва кехаята Мехмед според един турски документ от 30 юли 1859 г. |
| Стоянка хайдутка                                            | (неизв.) – за нея се знае от стара хайдушка песен от Копривщица. Дебрите на Средна гора са били нейно убежище. |
| Христо П. Зжингов                                           | (неизв.) – секретар на войвода и четник из Битолско, Кичевско и други места. Работи около 10 години за свободата на Македония преди и по време Балканската война. |
| Хлътьо Страшника                                            | (наизв.) – хайдутин в Средна гора и изглежда е дядо на Георги Бенковски (Гаврил Хлътев). |
| Хаджи Михал                                                 | (неизв.) – храбър водач от гръцката революция от 1821 г., загинал при освобождението на о. Крит. |
| Хр. Петров                                                  | (неизв.) – български революционер от ВМОРО, четник на Иван Наумов Алябака |

## Бележити копривщенци по списъка на Борис Пулеков
Копривщенци упоменати по категории от Борис Пулеков в неговият „Туристико-исторически водач за град Копривщица“.
Борис Лулчев Пулеков е български журналист, илюстратор и картограф. Внук е на Христо Пулеков – възрожденски учител, композитор, преводач и църковен деятел, участник в Априлското въстание. Тримата заедно с професор д-р архимандрит Евтимий Сапунджиев са първите историографи на град Копривщица.
| „ | А само преди един човешки живот се казва, от тук са поемали дъллъг път тежки кервани, коли или са тръгвали мъдри джелепи със стадата си – надолу, към Тракия, към Анадолука. Пари са играли в кожените кесии, поясите са пращели от лири и смехът никога не слизал от здравите, румени лица на момите. И днес – всичко това сякаш не е било. Пустош е простряла тъмните си крила над необитаваните домове, над пречупените позеленели покриви, над тесните и криви улички. …И все пак не всичко е умряло. Цветан Минков, Вместо предговор. | “ |

## ПредиОсвобождението
| Рашко х. Стойчев             | медицински фелдшер, копривщенски съзаклятник и въстаник през 1876 г. Дал план и форма на черешовите топове и бил пръв инструктор при тях. В неговата къща е решено да се вдигне въстанието на 20 април 1876 г.                                                          |
| Стоян Чалъков                | голям търговец и благодетел, ръководил тайно организирането на въоръжено въстание против турската държава от цялото поробено християнско население заедно със сърби и гърци.                                                                                            |
| Лулчо и Гена Стефлекови      | благодетели и черковни дарители, ктитори на Рилския манастир. Нарисувани са там в черквата на стените, наред със светиите. |
| Петко и Рада Доганови        | също като Стефлекови. |
| Тодор Доганов                | също като Стефлекови. |
| Георги Попгруев              | (1832 – 1899) – представител в Църковно-народния събор, председател на дружество „Читалище“ и „Македонска дружина“ в Цариград, Екзархийски секретар, придружил първия Български Екзарх в заточението му. Висш съдебен магистрат в Източна Румелия и Съединена България. |
| Гаврил Моровенов             | общественик, виден борец за църковна свобода. |
| Найден Кръстевич             | чорбаджия, преселник в Одрин и виден дарител на просветата там. |
| Цоко Д. Каблешков            | енергичен първенец и благодетел в Пловдив. |
| Андон Кесяков                | хаджия, дългогодишен учител в Търново, Ески-Джумая, Силистра и пр. |
| Костадин Геров               | учител в Пловдив и в София. |
| Нешо Теодоровичов Чалъкоолу  | чорбаджия, общественик и благодетел. Неговата дъщеря е майка на бившия министър Ив. Евст. Гешев. |
| Тодор Мирчов                 | известен народен и църковен благодетел. Помагал с големи суми да се строят черкви, училища, чешми и др. Обличал с дрехи бедните ученици всяка зима. |
| Найден Брайкович – Голомяхов | санитарен турски офицер, преследван и пратен на заточение, поради патриотичната му картина „Цар Иван Шишман“ от 1865 г. |
| Тодор Ив. Доросиев           | учител в Копривщица. |
| Атанас Кесяков               | учител в Копривщица. |
| Никола Тороманов             | учител в родния град. |
| Тодор Бенев                  | интелигентен момък, учител в Копривщица. |
| Ненчо Марков                 | учител, по-късно свещеник в града. |
| Харитина Мильова             | учителка в родния си град Копривщица. |
| Груйо Генчов                 | учител. |
| Тодор Л. Малеев              | учител. |
| Христо Попмарков             | учител, съчинявал и печатал учебници. |
| Иванчо х. Христов            | съзаклятник при Левски, училищен настоятел и общественик. |
| Лука Искров                  | учител и общественик. |
| Тодор Бучков                 | учител и свещеник. |
| Тодор Табаков                | учител и общественик. |
| Груйо Н. Манев               | учител и църковен псалт. |
| Нешо Манев                   | учител и общественик. |
| Тодор Минчов                 | учител. |
| Атанас х. Славчев            | учител и църковен псалт. |
| Рашко Петров                 | доктор по медицина, работил в Пловдив през 1866 г. |
| В. Марков                    | медицински лекар в Копривщица. |
| Илия Каблешков               | бегликчия в Бяла Черква, построил 1835 г. училище със свои средства в същия град. |
| Трифон Драгиев               | съучастник в революционните борби от времето на Левски и народен благодетел. |
| Атанас Узунов                | копривщенец, преселен в Одрин, апостол революционер преди Освобождението и първия заместник на Левски след обесването му. |

## През следосвободителната епоха
| Стоян К. Киркович               | д-р, професор по вътрешна медицина, бивш ректор на университета, бивш член и председател на Върховния медицински съвет, главен редактор на „Медицинско списание“. |
| Иван В. Сарджилиев              | професор в държавния университет. Редовен член държавния институт по философия в Лондон и Белград. |
| Лука П. Въжаров                 | бивш инспектор в Министерството на просветата. |
| Лука Доросиев                   | бивш инспектор и началник на първоначалното образование в Министерството на просветата. Писал статии по педагогически и административни въпроси. Завещал библиотеката си на копривщенското читалище.                                                                       |
| Драгия Делирадев                | д-р, бивш началник отделение в Министерството на просветата. Голям дарител на същото министерство. |
| Геро Пеев – Плачков             | бивш подначалник в Министерството на просветата и директор на ХІ софийска прогимназия. Превел от немски „Флорентински нощи“ и „От Мюнхен до Генуа“ от Х. Хайне. |
| Лука Ослеков                    | бивш гимназиален директор и училищен инспектор, географ и автор на голямото и обширно историческо, географско, етнографско и стопанско описание на гр. Копривщица, поместено в сборника „Копривщица“ І и ІІ част. Съчинявал и печатал множество книги по специалността си. |
| Драгия Тумангелов               | музикант и композитор (специализирал в Германия), преподавател във Военната гимназия. Организатор и диригент на най-големия смесен хор в България от 800 души. Диригент и на юнкерския хор.                                                                                |
| Владимир Тодоров – Хиндалов     | турколог, преподавател във Военното училище. Автор на книгите „Народни движения и въстания от предосвободителната епоха, според турски официални документи“ и „Видинското въстание през 1850 г., според турските официални документи“.                                     |
| Анд. Т. Чипев                   | д-р по философия, написал и напечатал на немски философска научна статия 1930 г. |
| Иванка Чипева                   | д-р по история на изкуствата. |
| Динчо Гугов                     | бивш гимназиален учител, съчинявал и печатал учебници в Пловдив. |
| Харетина Пеева – Плачкова       | академик, литератор. |
| Христо М. Данов                 | д-р, археолог, завеждащ отдел при Народния археологически музей в София. |
| Харитина Г. Пеева               | академик по Славянска филология. |
| Христо Дрехаров                 | бивш учител и член на учебния комитет при Министерството на Народното Просвещение. Съчинявал и печатал учебници. |
| Никола Радомиров                | учител, художник в Панагюрище. |
| Лучка Малеева                   | учителка художничка в Пловдив. |
| Зорница Василева – Копринарова  | гимназиална учителка и голяма обществена деятелка в Пазарджик. |
| Геновенка Г. Тороманова         | певица (музикална консерватория в Париж). |
| Марийка Кесякова                | бивша учителка и дарителка на Българската Академия на науките. |
| Бонка Златарева                 | учителка във Френския колеж в Пловдив. |
| Катя Г. Кацарова                | оперна артистка (завършила Виенската консерватория) в София и солистка на хора на българските учителки. |
| Елена В. Саржилиева – Арнаудова | академик по естествени науки. |
| Любомир Н. Бучков               | юрист и журналист. |

| Лука Ослеков                | писател, историк и географ.                                          |
| Ник. Герджиков              | бивш актьор в Пловдивския градски театър.                            |
| Никола Гаврилов Кантарджиев | голям пианист и диригент.                                            |
| Никола Радомиров            | художник – пейзажист и живописец. Направил 10 самостоятелни изложби. |
| Лучка Малеева               | художничка – скулптурка. Участвала в много художествени изложби.     |
| Борис Лулчев Пулеков        | художник – график и художник – мулажист в Медицинския факултет.      |

| Лука Моровенов         | бивш съветник на Княз Батемберг и на Цар Фердинанд. Голям дарител на „Червения кръст“.                |
| Павел Груев            | съветник на Н. В. Цар Борис ІІІ.                                                                      |
| Мария Петрова Чомакова | придворна дама на Н. В. Княгина Евдокия.                                                              |
| Петър Нейков           | д-р, пълномощен министър в Будапеща.                                                                  |
| Богдан Кесяков         | д-р, легационен съветник. Написал книгата „Принос към дипломатическата история на България“ в 4 тома. |
| Анд. Нейков            | д-р, о.з., майор, бивш флигел-адютант на Българския цар – Борис ІІІ и аташе по печата в Прага.        |
| Стефан Станимиров      | д-р, аташе при външното министерство.                                                                 |

| Андон Драгийски               | общественик и бивш финансов инспектор. |
| Атанас Т. Алексиев            | академик, географ в картографския институт – София. |
| Д. Цицелков                   | директор на клона от БН. Банка – Пазарджик. |
| Адам Нейчев                   | бивш народен представител, аптекар и общественик. |
| Асен Д. Кацаров               | д-р, спец. агроном, началник отделение при земеделската опитна станция в София. Бивш асистент при Агрономическия факултет. |
| Борис П. Калъчев              | академик по търговски науки (в Германия). |
| Богдан П. Малеев              | спортен деятел в „Юнак“ и „ФК’13“ , печелил награди и лавров венец от Софийско д-во „Юнак“ – 4 при големи състезания. Загинал за спорта. |
| Братя Касърови                | придворни книжари в София. |
| Бойко Нешов                   | бивш Софийски пом. кмет. Голям дарител на д-во „Червен кръст“, подарил също къщата си в София на ул. Бенковска, струваща около 2 000 000 лв. |
| Вельо Сираков                 | кооперативен деятел в София, член на управителния съвет на подуенската популярна банка, неин основател. |
| Вельо Саржилиев               | бивш помощник кмет на София и стар общественик. |
| Величка Д. П. Иванова         | общественичка в София. |
| Васил Палавеев                | кооперативен деятел в София и член в управителния съвет на Ючбунарската популярна банка. |
| Велислав Ив. Кацаров          | о.з. поручик – артилерист в Берковица. Председател на Популярна банка там и член на висшия съвет при съюза на Народните кооперативни банки. Бивш кмет на града. Като такъв построил електрическата юзина и халите. Голям общественик (братов син на генерал Д. Кацаров). Редактор на в. „Берковски новини“.               |
| Георги А. Шулев               | общественик и български търговски представител в Александрия. |
| Георги Д. Тосунов             | чиновник в Ючбунарската Популярна Банка – София. |
| Гарвил Рашков                 | завършил френски лицей в Цариград и право в Софийския университет. Стопански деятел и инспектор при застрахователно д-во „Балкан“. |
| Георги Говедаров              | голям общественик в Пловдив, народен представител от Пловдивско, председател на Парламентарната комисия по Министерството на Външните работи и пръв делегат на България в Международната Интерпарламентарна конференция. Дългогодишен публицист.                                                                          |
| Георги Михаелов Маджаров      | общественик и бивш кмет на София. |
| Георги Пройчев                | директор при Българска Народна Банка. |
| Гаврил Тумангелов             | архиерейски наместник и общественик в Карлово. |
| Георги Ст. Попович            | агроном в Средногорието. |
| Григор Сарджлиев              | бивш семинарист, учител и после голям юрист и общественик. |
| Георги Тороманов              | дворцов чиновник. |
| Гаврил Зайков                 | лесничей. |
| Гаврил Б. Душков              | началник на телеграфо-пощенска станция в София. |
| Гаврил Хлътьов Кузманов       | племенник на Георги Бенковски, кооперативен деятел в София и член-делегат в управителния съвет на Ючбунар популярна банка. |
| Гроздьо П. Бозов              | виден индустриалец и търговец – житар в Карнобат. |
| Димитър Тороманов             | общественик и дворцов чиновник в София. |
| Дончо П. Пеев                 | инспектор при БЦЗ и Кооперативна Банка. |
| А. Каблешков                  | бивш директор на Българската Централна Кооперативна Банка. |
| Дончо Клисаров                | бивш кмет на Копривщица и голям туристически деятел. |
| Душко Цаков                   | общественик и бивш кмет на с. Райна княгиня. |
| Дончо Палавеев                | общественик и голям стопански деятел в София. |
| Д. Раев                       | началник отделение при Дирекция на държавните дългове. |
| Екатерина П. Каравелова       | копривщенска снаха, жена на бившия министър-председател Петко Каравелов, голяма общественичка и ръководителка на много дружества и благотворителни начинания в София. |
| Илия Брайков                  | общественик, бивш началник – клон Българска Народна Банка. |
| Илия Стайков                  | спортен деятел и директор на „Английски феникс“ в София |
| Иван К. Кереков               | прокурист на Ипотекарна банка. |
| Иван Личев                    | меценат и колекционер на скъпи картини и антични предмети. Секретар и основател на д-вото на „Приятели на изкуството“. |
| Иван Нейков                   | индуструалец в Пловдив и фабрикант на барут и ловни материали. |
| Иван Тодоров                  | общественик, кооперативен деятел и член от управителен съвет на Софийската популярна банка. Бивш многоуважаван кмет на гр. Ниш през Европейската война. |
| Иван Палавеев                 | индустриалец в София. |
| Иван Брайков Касъров          | виден столичен търговец, придворен книжар и издател на сп. „Деница“ с редактор Иван Вазов. |
| Йонко Кехайов                 | виден столичен адвокат. |
| Илия Будинов                  | герой от Сливница, произведен за отличие в чин кандидат-офицер и награден с множество ордени. Основател на Доброволческата организация в България и дългогодишен редактор на в-к „Сливница“. Бивш окръжен инспектор на труда в Одрин.                                                                                     |
| Иван Илиев Кацаров            | брат на генерал Кацаров, бивш общественик, околийски началник и депутат в Берковица. Основател на ловното д-во там. Ловният дом в Берковица носи неговото име. |
| Иван Т. Доросиев              | бивш началник на централното сметководство на БДЖ., автор на книгата „Финансово изследване върху Българските държавни железници“. |
| Иван Я. Доросиев              | притежател на мина в Австралия. |
| Константин Янков Кереков      | доктор по правото, (следвал в Германия), виден одрински гражданин. Представител на българите в Мезлиша, бивш кмет на град Одрин през 1912 – 1913 г. |
| Константин Белчев             | общественик, виден столичен адвокат и общински съветник. |
| Кръстьо Балабанов             | д-р, секретар на Италианската търговска камара в София. |
| Кунчо Тодоров (капитан Кунчо) | виден търговец в Цариград, притежател на голямата гемия „Славен моряк“ (Джелайн-бахри). Дохождал в България да участва в Балканската и Европейската войни, произведен за отличие старши-подофицер и награден с кръст за храброст.                                                                                         |
| Кръстю Бал. Маврудиев         | в Пловдив, подофицер, през време на антигръцкото движение носи трикольорно знаме начело на манифестацията, която превзема гръцката черква в Пловдив и пада убит от гърците на вратата на черквата. |
| Лука Т. Чипев                 | член от фирмата Т. Ф. Чипев, известен библиогност, книжар и издател. |
| Лука Илиев Бенев              | ловен деятел в Пловдив. |
| Лука Доросиев                 | началник отделение в БДЖ и делегат на Българското параходно дружество. |
| Личо Недков Каблешков         | юрист в Пловдив. |
| Лука Петров Жилков            | инпектор БЦЗК. Банка. |
| Лука Ц. Главчев               | началник служба в БДЖ. |
| Лука Доросиев                 | инспектор в БДЖ. |
| Л. Лахтариев                  | индустриалец в с. Куртово Конаре (има фабрика за доматено пюре). |
| М. Минчев                     | д-р, общественик и виден юрист в София. |
| Матей П. Карамунчев           | голям търговец – милионер в Сан Франциско. |
| Нешо Личев                    | кмет на гр. Пещера. |
| Никола Ф. Чипев               | свещеник, учител и секретар на одринската митрополия. Архиерейски наместник и деец от Революционното движение в Македония. Брат е на известния книжар Т. Ф. Чипев. |
| Никола Каменаров              | д-р, началник отделение на М-вото на железниците. |
| Н. Чипев                      | общественик и аптекар в Пловдив. |
| Ненчо Бозов                   | голям туристически деятел и дългогодишен н-к служба при Софийската община. |
| Нестор Бучков                 | общественик, виден софийски гражданин. Бивш финансов инспектор. |
| Найден Малеев                 | общественик и юрист в София. |
| Н. Драголов                   | пловдивски областен управител и голям общественик. |
| Нешо Чипев                    | д-р, общественик и общински съветник в София. |
| Найден Пранчов                | общественик и публицист в Пловдив. |
| Недко Белчев                  | общественик и индустриалец. |
| Нестор Мандулов               | свещеник и общественик в Пловдив. |
| Невена Стоянова – Лулчева     | копривщенска снаха, дългогодишна гимназиална учителка в София (II девическа гимназия) и незаменима специалистка по физическо възпитание. Много уважавана и обичана от своите колеги и ученички. Инициаторка на много благотворителни начинания в училищата. Наградена с дамския кръст – III степен.                       |
| Никола Келчов                 | и синове големи индустриалци (мелничари) и земеделци в с. Кнежа. |
| Нонка Т. Ф. Чипева            | видна столична гражданка, съпруга на известния български книжар и издател Т. Ф. Чипев, правела много благодеяния и дарения. |
| Никола Иванов Тороманов       | лесничей. |
| Николай Минчев                | дългогодишен кмет на Българската община в Цариград. |
| П. Радомиров                  | агроном. |
| П. Райчинов                   | агроном. |
| Петко Беловеждов              | общественик, търговски деятел и книжар в Пловдив. |
| Панчо Радомиров               | общественик и бивш главен инспектор в БЦ Кооп. Банка. |
| Петко Будинов                 | общественик в град Копривщица и музеен деятел. |
| Рашко Куйлеков                | общественик, бивш виден анадолски търговец и кмет на град Копривщица. |
| Радка Иванова – Вис           | обществена деятелка в Женева, основателка и председателка на д-во „България“ със седалище в Цюрих. Обучила децата и мъжа си на български език. Къщата си устроила по копривщенски. |
| Р. Рашков                     | д-р, висш чиновник в Б.Н. Банка. |
| Рашко Душков                  | голям стопански и занаятчийски деятел в София. |
| Рашко Т. Чипев                | общественик, търговски и спортен деятел в София. |
| Станьо Сапунджиев             | началник телеграфо-пощенска станция в София. |
| Сергия х. Стоянов             | виден търговец в Цариград, дългогодишен „устабашия“ на абаджийския еснаф там. |
| Стоян Христов Киндеков        | виден индустриалец, фабрикант на мебели в София. |
| Славчо Ив. Карамунчев         | предприемчив човек. При странстрването си из света загива при катастрофата с големия параход Титаник. |
| Св. Беловеждов                | бивш легационен чиновник в Прага и Цариград. |
| Стоян Пранчов                 | общественик в Пловдив. |
| Смил Томов                    | бивш помощник кмет в София, голям банков и занаятчийски деятел. Председател на Софийската Популярна банка и член в управителния съвет на Съюза на Народните кооперативни Банки. |
| Станьо Р. Маврудиев           | стопанин и занаятчийски деятел в София, член от управителния съвет на Соф. Популярна банка. |
| Стоян Барболов                | индустриалец в гр. Русе. Притежава фабрика „Електрон“, за парно боядисване. |
| Тодор Герджиков               | бивш окръжен управител в София и обществен деец. |
| Тончо Тр. Драгиев             | издател и печатар в София. Придворен книговездец. Почетен председател на Соф. колоездачно д-во и благодетелен член на колоездачния съюз. |
| Тодор Панчев                  | общественик и писател. Написал и печатал книгите: „Писмата на Найден Геров“ и „Найден Геров – сто године от раждането му“. |
| Т. Ф. Чипев                   | известният голям български книжар и издател в столицата. Първият издател на Вазовите съчинения: „Видул“, „Под игото“ и др. Получил ордени и множество награди в България и странство за добро издаване на книги („Сребърната книга“ на Американския пълномощен министър Шумейкър, награди от Париж, Прага, Загреб и др.). |
| Тодор Т. Драгиев              | столичен печатар и книговезец. Завършил търговското училище при С. Т. Кам. |
| Тодора Саръилиева             | живее в село Дебърщица, Пазарджишко. Подарила няколко ниви с овощни дървета (орехи) за благотворителни цели на местната църква. |
| Тодор П. Грозлеков            | началник застраховат. служби при Българска Земделска Кооперативна Банка. Дългогодишен секретар на Копривщенската дружба в София. |
| Филип Чипев                   | енергичен труженик за издигане на българската илюстрована детска книга. Член от фирмата Т. Ф. Чипев, получила много награди за добро издаване на книги в България и странство. |
| Христо Минчев                 | лесничей, деятел по залесяванията и организатор на временната трудова повинност. |
| Христо Иванов Тодоров         | спортен деятел ски-шампион. Загинал за спорта. |
| Христо Кесяков                | д-р, общественик и бивш кмет на гр. Копривщица. Публицист и дарител на БАН. |
| Харалампи Орошаков            | общественик, юрист и бивш кмет на София. |
| Христо Лулчев                 | дипломиран майстор на струнни музикални инструменти и притежател на единственото ателие за такива в София. |
| Харалампи Натов Попов         | подначалник на занаятчийския отдел при Соф. Търговско-индустриална Камара. |
| Христо Кехайов                | виден столичен адвокат. |
| Цоко Грозлеков                | виден Пловдивски гражданин и голям търговец. |
| Цанчо Дебелянов               | общественик, запасен офицер и голям боец от фронта. Бивш кмет на Копривщица, а сега на с. Радуил. |
| Цветан Цаков                  | бивш пом-началник служба при БДЖ. и спестро-деятел. |
| Цонка Петрова                 | общественичка и стопанка на Кооперативен театър – София. Меценатка. |
| Петър Петров                  | спортен деятел в София. |
| Янко Доросиев                 | голям български предприемач. Строил здания и в Софийския дворец. |
| Башулков                      | д-р, юрист и кмет в провинцията. |
| Христо Стоилов                | пом. кмет в София. |
| Динчо Шопов                   | съученик на Л. Каравелов, заселил се отдавна в гр. Карнобат. Залесил голия и пуст карнобатски баир с различни дървета, превърнал го на парк, единственото място за разходка там. Сега носи неговото име: „Дядо Динчовия баир“.                                                                                            |
| Христо Иванов Клинков         | голям търговец, стопански деятел, притежава големия хотел „Клинките“, в град Карнобат. |
| Ральо П. Бозов                | виден търговец-житар в Карнобат. |
| Ненко Иванов Клинков          | търговец и стопански деятел в Карнобат. |
| Славчо П. Бозов               | чиновник в Земеделска Банка в Карнобат. |
| Петко Р. Бозов                | заселил се в село Ачларе, Карнобат, земеделец и скотовъдец с 250 глави едър добитък. |
| Павел Паисиев                 | главен касиер на Кооперативна Централа „Напред“ в София. |
| Петър Калъчев                 | виден гражданин на столицата един от първите печатари и дарители на Копривщенското читалище. |
| Любен Камбанов                | юристконсулт в Пловдивската община. |
| Тодор Катранушков             | лесовъд, пом. Инспектор в София. |
| Пейо Г. Томов                 | академик по финансови науки, чиновник Е.Н. Банка. |
| Хермина Далтон – Панайотова   | копривщенска снаха (от щата Масачузетс) гимназиален учител в американското у-ще в София. |
| Георги Р. Радомиров           | генерален представител на Istituto Sieroterapiko Milanese „Belfanti“ – Милано и др. фирми за медикаменти. |